# 18278 Drymas
A 18278 Drymas (ideiglenes jelöléssel 4035 T-3) egy kisbolygó a Naprendszerben. Cornelis Johannes van Houten,   Ingrid van Houten-Groeneveld és Tom Gehrels fedezte fel 1977. október 16-án.